# Thor Heyerdahl
Thor Heyerdahl (Larvik, 6 ottobre 1914 – Andora, 18 aprile 2002) è stato un antropologo, esploratore, regista e scrittore norvegese.

## Biografia
Biologo, specializzato all'Università di Oslo in antropologia delle isole del Pacifico alla facoltà di biologia, divenne in realtà famoso per la sua attività da archeologo. Infatti mise in discussione le teorie contemporanee sulla diffusione umana via mare sul pianeta, non esitando ad organizzare ardite navigazioni con natanti rudimentali per dimostrare la possibilità di viaggi transoceanici in epoca antica.
I suoi progetti navali si basavano su precise documentazioni storiche o protostoriche ed erano eseguiti con l'aiuto di maestranze indigene abili in lavorazioni simili a quelle antiche. I dubbi della comunità scientifica dell'epoca si riferivano generalmente all'uso di materiali poco noti e ritenuti inaffidabili quali legno di balsa, papiro e giunco. Fu anche autore di documentari sulle sue spedizioni. Kon-Tiki ricevette l'Oscar al miglior documentario nel 1952, mentre Ra (The RA Expeditions) fu candidato allo stesso premio nel 1972.
Nel 1970, con un'imbarcazione di papiro come quelle usate dagli antichi Egizi, il Ra II, attraversò l'oceano Atlantico dal Marocco alle Antille, nel suo libro Ra, sull'esperienza delle sue traversate a pelo d'acqua, sostenne che l'Atlantico assomigliasse ad una discarica di immondizia. Nel 1977 un'altra imbarcazione di Giunchi, il Tigris, navigò dalle rovine di Babilonia (Iraq) alle Maldive e da lì a Gibuti.
Grazie alla spettacolarità delle sue imprese, documentate ed esposte nel museo Kon-Tiki di Oslo, molte delle sue teorie, soprattutto sulle origini delle popolazioni polinesiane, risultarono le più diffuse, anche più di quanto meritassero in termini di conferma. Se, da un lato, gli sviluppi successivi dell'archeologia e della genetica (l'analisi del DNA mitocondriale ha rivelato che le popolazioni polinesiane sono arrivate da Occidente: Corno d'Africa, Centro Asia, India, Indonesia, Australia) sembrano smentire la sua teoria della discendenza delle popolazioni polinesiane e dell'Isola di Pasqua anche da popolazioni amerinde, dall'altro è certo che il suo contributo è indiscutibile sotto molti aspetti.

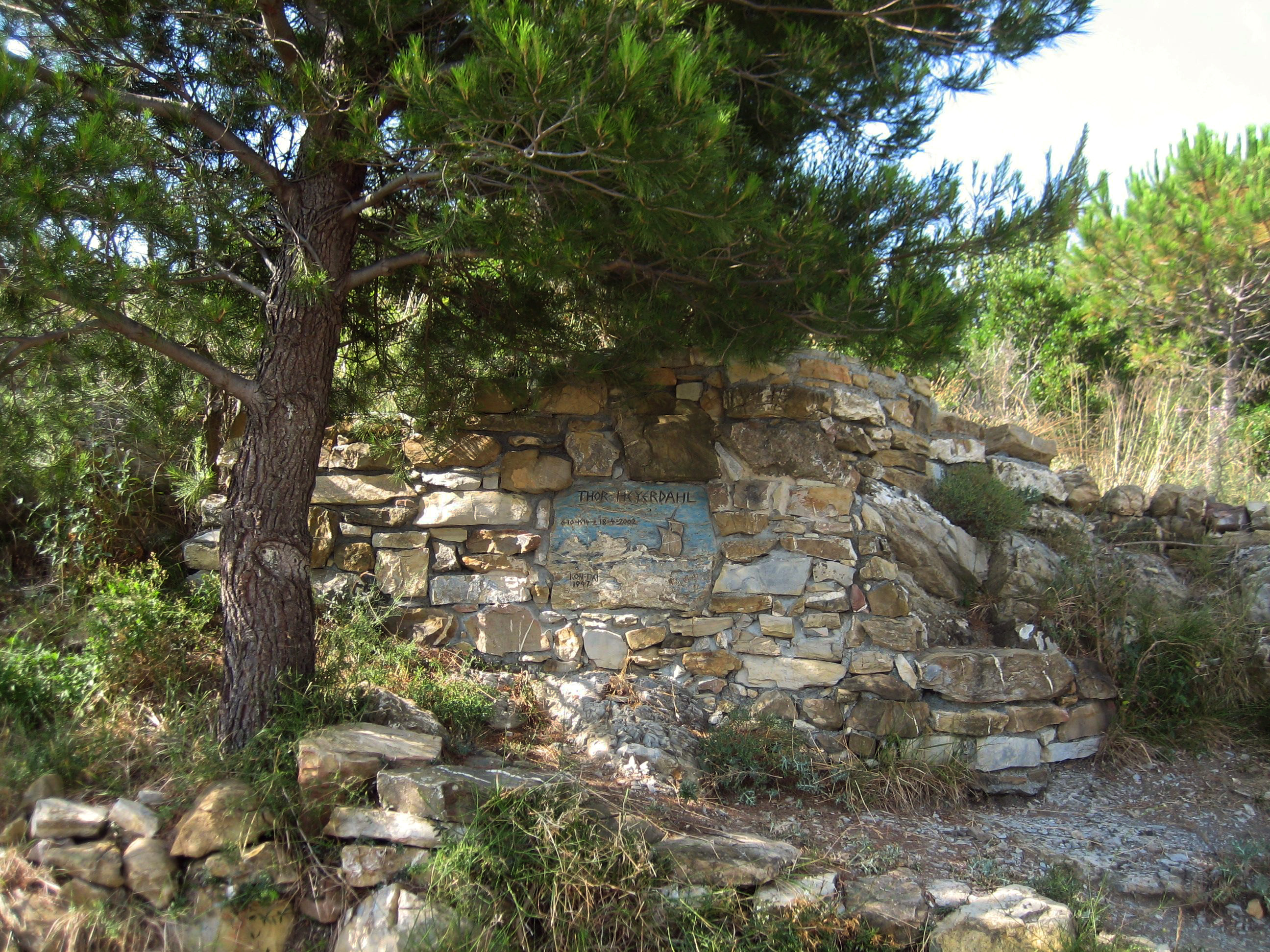
La tomba di Thor Heyerdahl a Colla Micheri

Ad esempio, la stagione di scavi del 1955 presso l'Isola di Pasqua, in assoluto la prima vera campagna archeologica, ha permesso di chiarire molti aspetti, rendendo possibili gli studi successivi, anche quelli che hanno prodotto smentite di alcune sue conclusioni. I suoi studi e le sue spedizioni hanno comunque dimostrato che in epoche molto antiche le rotte marine erano solcate abitualmente e che gli scambi culturali erano molto più fiorenti di quanto si pensasse.

### Ultimi anni e morte
Acquistò una casa a Colla Micheri, frazione di Andora nella riviera ligure, dove morì il 18 aprile 2002. La Norvegia gli tributò funerali di Stato.

## Campagne e spedizioni

### Polinesia (1937-1938)
Qui sentì da un vecchio indigeno le leggende che ispireranno il viaggio del Kon-Tiki. Incontrò un altro norvegese, Henry Lie, residente a Fatu Hiva da trent'anni, che gli mostrò delle statue di pietra simili ad altre trovate in Colombia. Scopo originale della spedizione era capire come gli animali avessero potuto raggiungere un'isola precedentemente deserta. Il periodo trascorso sull'isola di Fatu Hiva venne poi narrato nel suo primo libro Paa Jakt efter Paradiset (1938), che fu pubblicato in Norvegia ma, per l'incombere della seconda guerra mondiale, non fu mai tradotto. Molti anni dopo, a seguito della fama raggiunta con i suoi libri e documentari, Heyerdahl pubblicò una rielaborazione di questo libro sotto il titolo di Fatu Hiva (1974), incorporandovi la sua vena salutista.

### Columbia britannica
Nel 1939 partì in cerca di una rotta dall'Asia alla Polinesia; la spedizione era finalizzata alla ricerca di contatti tra civiltà asiatiche, polinesiane e pre-colombiane. Elaborò una prima ipotesi di origine "nordamericana" delle popolazioni polinesiane.

### Perù e Polinesia (1947)

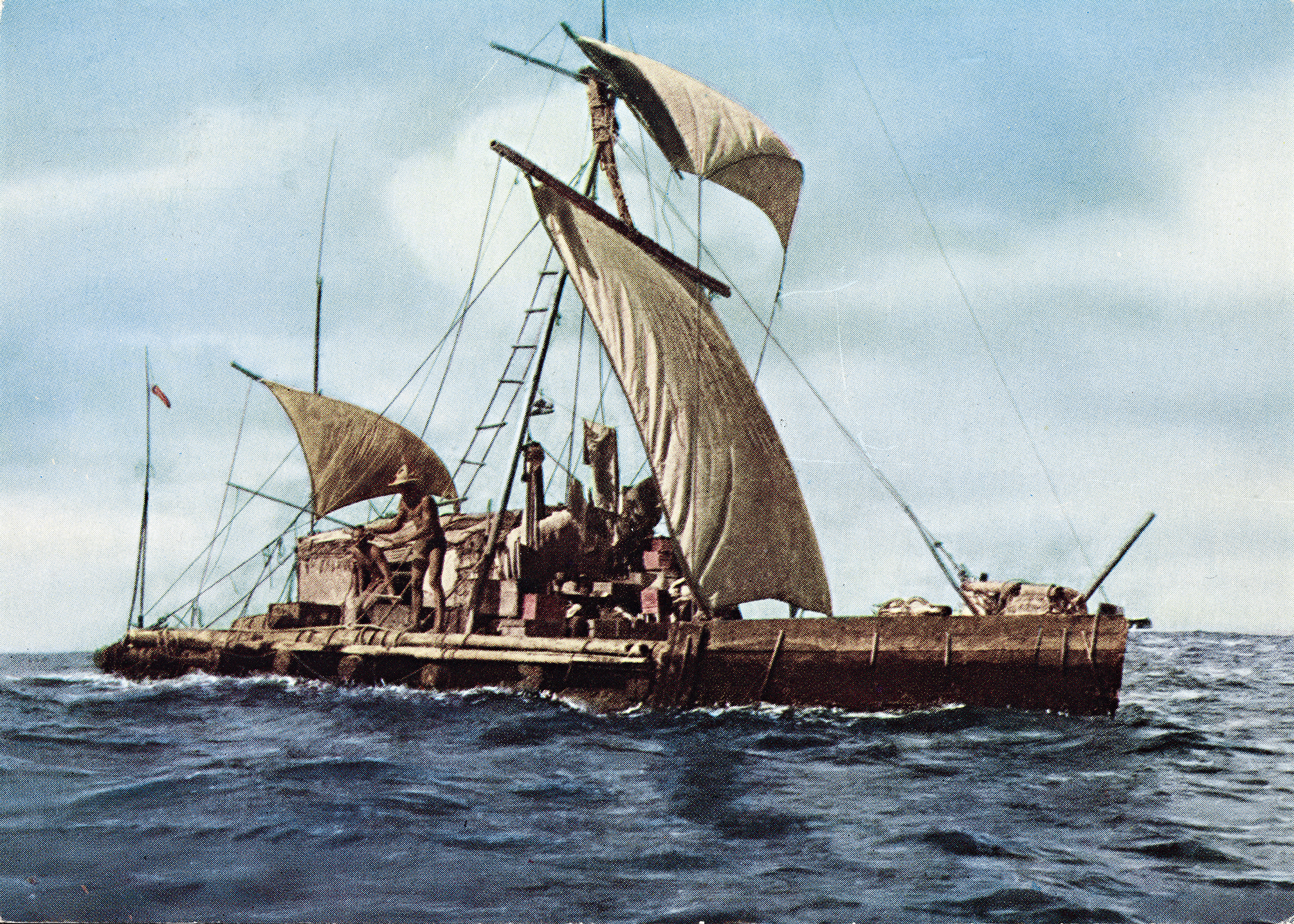
Il Kon-Tiki su cui Thor Heyerdahl raggiunse l'atollo di Raroia partendo da Callao, Perù

Il 28 aprile 1947 Heyerdahl salpò da Callao con un'imbarcazione di legno di balsa d'ispirazione incaica, il Kon-Tiki, trasportato dalla Corrente di Humboldt. Il 30 luglio l'equipaggio avvistò l'isola di Puka Puka, nell'arcipelago delle Tuamotu, e dopo un'altra settimana riuscì ad approdare sull'atollo di Raroia. Questa spedizione dimostrò la possibilità tecnica per le popolazioni sudamericane di raggiungere e colonizzare la Polinesia, anche se tale ipotesi non ha trovato pieno riscontro in verifiche effettuate con mezzi moderni, quali le analisi genetiche, che hanno però dimostrato il flusso inverso, tecnicamente analogo dal punto di vista della navigazione.

### Galápagos (1952)
I detrattori della sua teoria sostenevano che prima di raggiungere la Polinesia, le popolazioni sudamericane avrebbero dovuto raggiungere le Galápagos, più vicine ma disabitate. Nessun archeologo aveva mai studiato quelle isole, considerate disabitate. Con questa spedizione Heyerdahl dimostrò che le Galápagos erano state punto di approdo di navigatori provenienti dalle Americhe in epoca precolombiana. Individuò l'isola come possibile attracco delle zattere pre-incaiche preistoriche, ritrovamento di abitazioni precolombiane con resti di centinaia di vasi in ceramica pre-incaici dell'Ecuador e del Perù settentrionale. Le isole avrebbero potuto essere uno scalo migratorio dal Sud America verso la Polinesia.

### Isola di Pasqua (1955)
Stabilitosi a Rapa Nui per un anno, Heyerdahl analizzò scientificamente le possibili tecniche di costruzione e trasporto dei moai. Dimostrò che molti di essi erano sepolti dentro la collina e più grandi del previsto, e che in origine recavano sul capo una sorta di copricapo in pietra rossa.
Aiutato da archeologi professionisti, effettuò un'analisi stratigrafica sulla colonizzazione dell'isola, risalente almeno al 380. Tramite l'analisi dei pollini nelle stratificazioni in un lago paludoso, dimostrò definitivamente che alcuni secoli prima dell'arrivo degli Europei, l'isola era coperta da una fitta vegetazione arborea.
Vennero confutate, con un efficace esperimento pratico, le teorie legate all'impossibilità per un popolo primitivo di scolpire ed erigere statue di quelle dimensioni e quel materiale senza una tecnologia avanzata. Durante l'esperimento, con una speciale tecnica e strumenti rudimentali, sei uomini riuscirono in soli tre giorni a scolpire interamente una statua di dodici tonnellate in tufo vulcanico e trasportarla utilizzando 180 uomini, muniti di funi e di un'enorme slitta di legno. Un'altra statua pesante trenta tonnellate, rimasta a terra per secoli, venne issata su un'alta piattaforma di muratura, mediante un apposito basamento di pietre.

### Ra
Nel 1969 partì dalla città fenicia di Safi, in Marocco, con un'imbarcazione costruita da maestranze del lago Ciad. Il progetto si basava su documentazioni di tipiche antiche imbarcazioni egizie in papiro, eccessive per navigare solo sul Nilo. Dopo 56 giorni, naufragò a circa una settimana di navigazione dalla meta. Del ridotto equipaggio, anche per la successiva traversata della RA II, fece parte l'esploratore documentarista e alpinista italiano Carlo Mauri.

### Ra II
Nel 1970, sempre dal Nord Africa, partì con un'imbarcazione costruita da amerindi Aymara del lago Titicaca, percorse in 57 giorni 3 270 miglia, raggiungendo l'isola di Barbados. Con questa impresa dimostrò la fattibilità tecnica, già nell'antichità, di viaggi dal vecchio verso il nuovo mondo, suggerendo che la somiglianza culturale tra i popoli precolombiani e le popolazioni assiro-babilonesi, potrebbe non essere dovuta al caso.

### Iraq (1977)
Con una nave di giunchi percorre 6800 km, discendendo il fiume Tigri fino al Golfo Persico, poi nell'Oceano Indiano fino alla valle dell'Indo in Pakistan e verso ovest fino al Bab el-Mandeb, l'imboccatura del Mar Rosso. Con questa impresa, dimostrò la possibilità di scambi culturali e commerciali in epoche molto antiche a opera dei popoli mesopotamici, anche se la tecnica di costruzione della sua imbarcazione era mutuata da indigeni del Lago Titicaca, in Sudamerica, e non dalle antiche tecniche sumeriche.

### Maldive
Dal 1981 al 1984 fu alle Maldive: durante questa spedizione archeologica scoprì reperti che dimostrano come le isole, già 2 000 anni prima di Cristo, fossero punto di passaggio per navigatori provenienti dalla terraferma e diretti in India.

### Nuovi scavi sull'Isola di Pasqua
Tornò sull'Isola di Pasqua dal 1986 al 1987: compì nuovi esperimenti, basati su una tecnica ideata dall'ingegnere ceco Pavel Pavel, che dimostrarono ulteriormente la facilità di trasporto delle statue da parte di una squadra di soli 15 uomini.

### Esplorazioni successive
Studiò le piramidi di Túcume`(Perù) nel 1988; dal 1992 al 1995 eseguì scavi nelle isole Canarie; s'interessò alle piramidi di Güímar, dimostrando che non sono ammassi casuali di pietre, ma opera dell'uomo.
Eseguì scavi ad Azov, in Russia, nel 2002, alla ricerca delle origini dei popoli vichinghi, ossia la mitica terra dell'Ásaheimr; gli scavi furono però interrotti dal peggioramento della sua salute.

## Premi e riconoscimenti

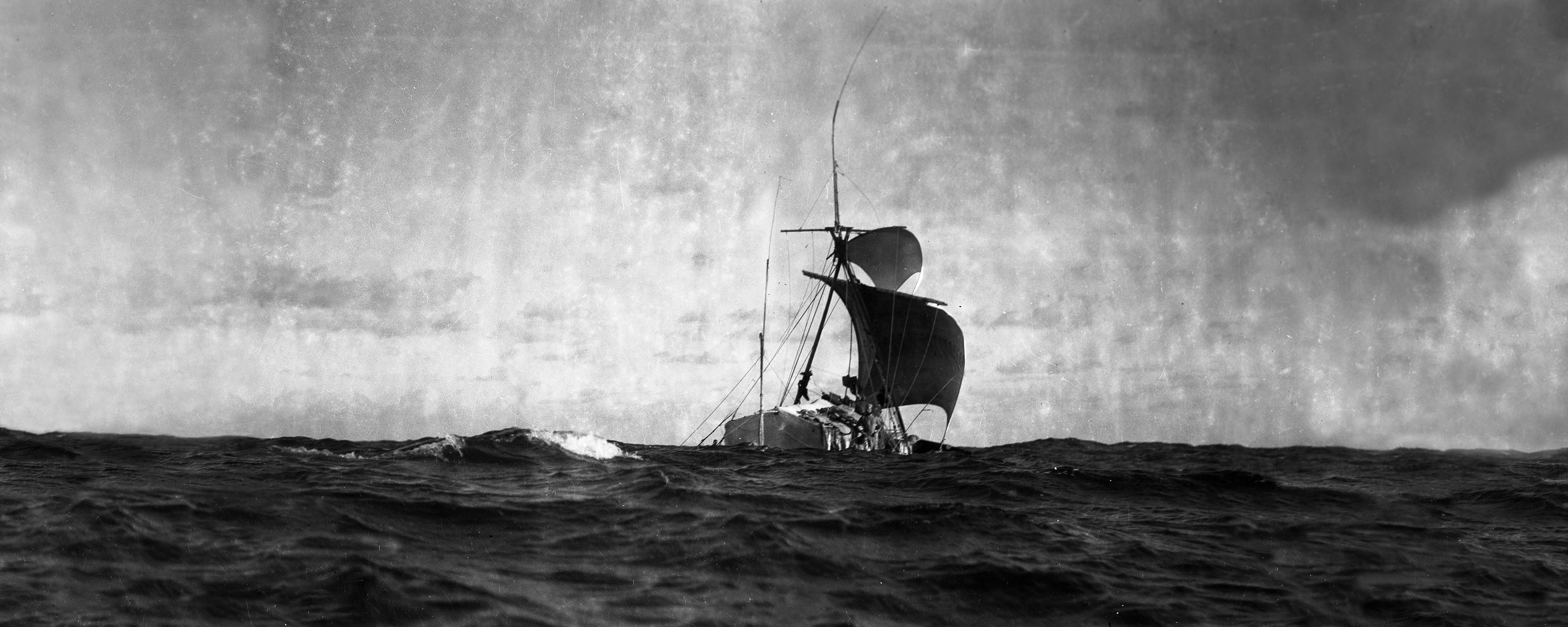
Immagine tratta dalla pellicola premio Oscar Kon-Tiki

Nel 1950 ricevette la "Retzius Medal" dalla Royal Swedish Society for Anthropology and Geography”. Nel 1952 venne premiato con l'Oscar al miglior documentario per il resoconto sul viaggio della zattera Kon-Tiki.
Nel 1960 viene eletto quale membro della Norwegian Academy of Sciences, nel 1962 fu insignito della "Lomonosov Medal" dall'università di Mosca, della Gold Medal Royal geographical di Londra, della Medaglia Norvegese St. Hallvardsmedaljen e del Bradford Washburn Award dal museo della Scienza di Boston.
Fu di nuovo candidato nel 1972 all'Oscar per la categoria Documentari, ricevette dottorati Honoris causa dall'Università di Lima e da quella di Cuba.
Oltre a questo a Heyerdahl è stato intitolato un asteroide che ruota fra i pianeti Marte e Giove: 2473 Heyerdahl è un piccolo asteroide della fascia principale, scoperto da Nikolaj Stepanovič Černych nel 1977.
Il 18 gennaio 2011 la Marina Norvegese ha immesso in servizio la fregata F314 Thor Heyerdahl (classe Nansen), rendendo omaggio al nome di uno dei più illustri esploratori norvegesi.

## Libri
- På Jakt efter Paradiset (1938)

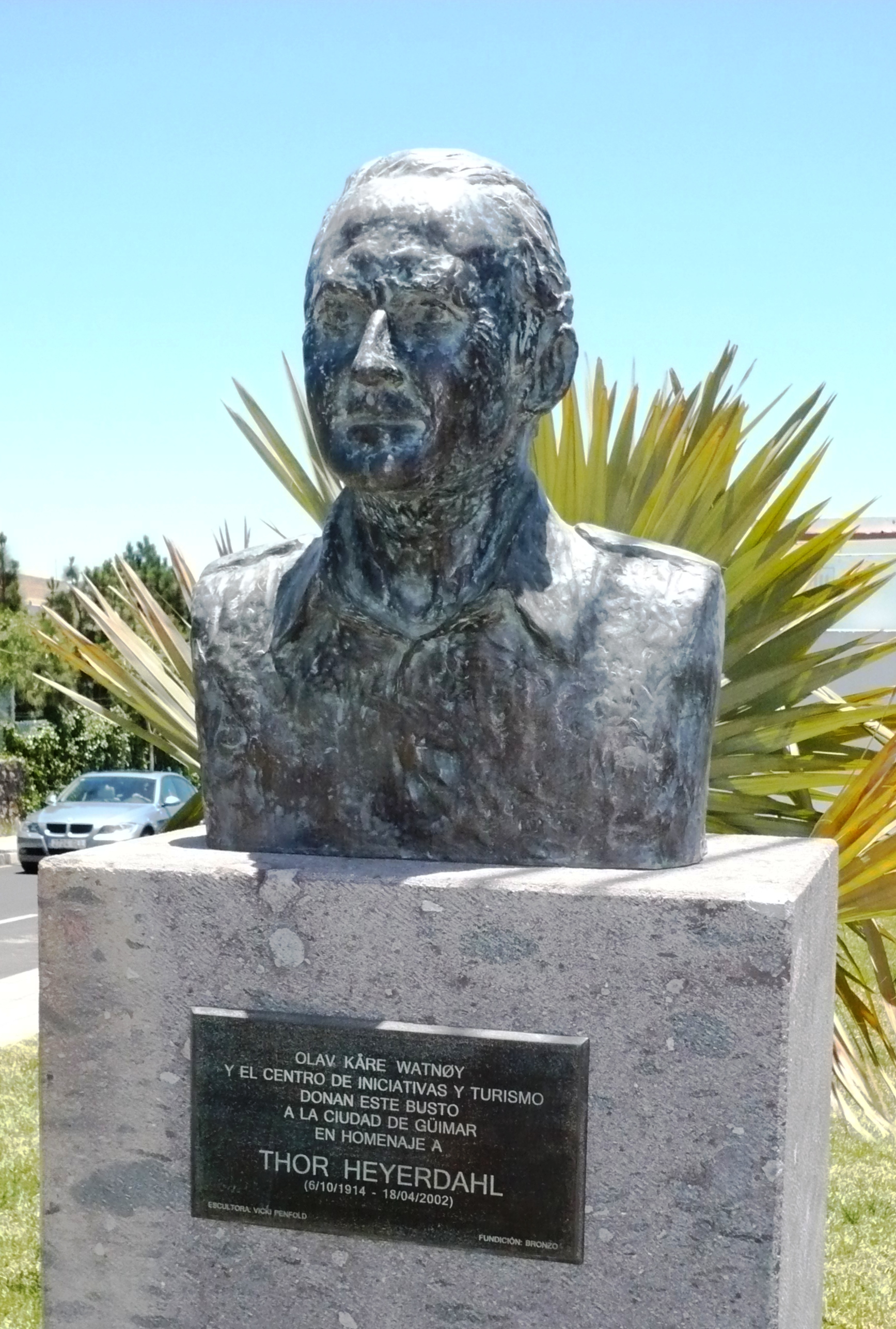
Busto di Thor Heyerdahl

- The Kon-Tiki Expedition: By Raft Across the South Seas (1948, trad. italiana: Kon Tiki)
- American Indians in the Pacific: The Theory Behind the Kon-Tiki Expedition (1952)
- Great Norvegian expeditions (1954)
- Aku-Aku: The Secret of Easter Island (1958, trad. italiana Aku Aku)
- Reports of the norwegian archaeological expedition to easter island and the east pacific: Volume 1. Archaeology of Easter Island with contributions by Thor Heyerdahl, Edwin N. FerdonJr (Editors), William Mulloy, Arne Skjölsvold and Carlyle S. Smith (1961)
- Galapagos (1955)
- Sea Routes To Polynesia (1958, trad. italiana Rotte per la Polinesia, Martello ed. 1969)
- The RA Expeditions (1972, trad. italiana: RA)
- Fatu-Hiva - Back to Nature (1974, rielaborazione di På Jakt efter Paradiset, trad. ital. Fatu-Hiva - Ritorno alla natura, 1977)
- The Art Of Easter Island (1975)
- Early Man and the Ocean (1978)
- The Tigris Expedition (1981)
- The Maldive Mystery (1986, trad. italiana: Il mistero delle Maldive)
- Easter Island: The Mystery Solved (1989)
- The Pyramids of Tucume (1995)
- Green Was the Earth on the 7th Day (1996)
- In the footsteps of Adam (1999)
- Ingen Grenser (1999)
- Jakten på Odin (2001)

## Filmografia

### Regista
- Kon-Tiki (1950)
- Galapagos (1955)
- Aku-Aku (1960)
- Ra (1972) alias The Ra Expeditions (Ra, Norvegia 1972)

### Produttore
- Aku-Aku (1960)
- Kon-Tiki (1950)

### Attore
- Pippi Calzelunghe e i pirati di Taka-Tuka (1970)

## Onorificenze

### Onorificenze straniere
Premio oscar - come miglio documentario per Kon Tiki (1950)